# Kestenovo, Tărgoviște
Kestenovo (în bulgară Кестеново) este un sat în comuna Omurtag, regiunea Tărgoviște,  Bulgaria. 

## Demografie
Componența etnică a satului Kestenovo
     Turci (62,96%)
     Romi (35,35%)
     Nicio identificare (1,68%)
     Altele (0%)
La recensământul din 2011, populația satului Kestenovo era de 297 locuitori. Din punct de vedere etnic, majoritatea locuitorilor (62,96%) erau turci, cu o minoritate de romi (35,35%). Pentru 1,68% din locuitori nu este cunoscută apartenența etnică.